# MY BOY (韓劇)
《My Boy》（韓語：마보이），是一部講述一個男扮女裝的美少年廣告明星ILYN（善雄飾演）和懷有歌手夢想並進入韓國最好藝術高等學校的畫兒（金所泫 飾演）成爲室友後發生各種故事的校園浪漫3部曲電視劇。